# USA-200

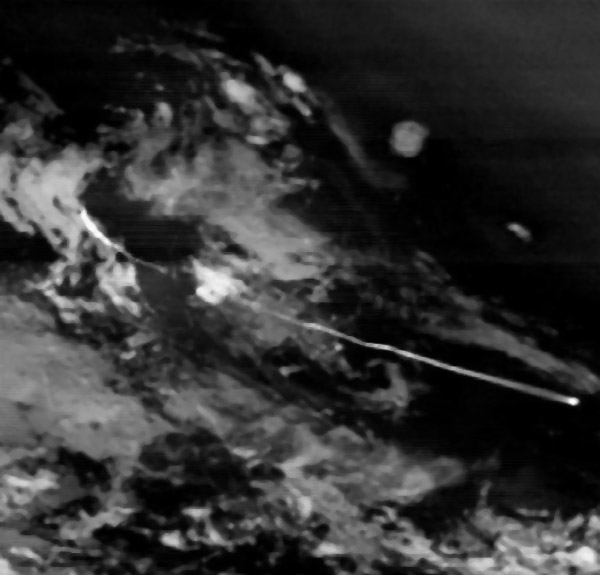
USA-200に搭載された SBIRS-HEO センサーが Delta II ロケットの発射時の赤外線画像を雲を透過して捉えている。

USA-200またはNRO Launch 28 (NROL-28) は、アメリカ合衆国のシギント(信号諜報)偵察衛星であり、アメリカ国家偵察局(NRO)が運用中のものである。この衛星は、2008年に打上げられ、発展型トランペット(Advanced Trumpet)衛星として知られていた、モルニヤ軌道を周回するシギント衛星シリーズの2基目の衛星と同定されている。なお、エドワード・スノーデンが2013年8月30日に暴露した資料によれば、トランペット・シリーズ衛星の、米国議会の予算書上の正式名称はRavenである可能性が高くなった。
USA-200 は、ユナイテッド・ローンチ・アライアンス社によって、アトラス Vロケット 411構成(フェアリング直径4m、補助ロケット1基、セントール・シングルエンジン)を用いて打上げられた。これはヴァンデンバーグ空軍基地(カリフォルニア州)SLC-3E打上げ複合施設からの最初のアトラス Vの打上げとなった。発射時刻は2008年3月13日 10:02 UTC であった。この打上げは NRO Launch 28 と同定され、
これはアトラス Vロケットによる13回目の打上げに当たる。ロケットのテイルナンバーは AV-006 であった。
この衛星の軌道と任務は公式には機密事項であるが、他のほとんどの機密衛星と同様に、アマチュア観測者達によって定位され追跡されており、その軌道は近地点高度1111km、遠地点高度37580km、軌道傾斜角63.5°のモルニヤ軌道であることが突き止められている。
この衛星はシギント用ペイロードの他に2つの2次的測定装置を搭載している。1つは SBIRS弾道ミサイル早期警戒衛星システムの高高度部分(SBIRS-HEO)を構成するための赤外線ミサイル探知システムであり、もう1つはNASAの磁気圏の科学的観測プログラムであるTWINS の1部を構成する TWINS-2 または TWINS-B 測定システムである。